# 派遣占卜師ATARU
，2019年1月17日起於日本朝日電視台「木九」時段（21:00 - 21:54，JST）播出的電視連續劇，由遊川和彥編劇、杉咲花主演。此劇為編劇遊川和彥初次執導連續劇。

## 登場人物

### 主要角色
註：括弧中為劇中年齡
- 的場中（21）：杉咲花

「シンシアイベンツ」製作 D team 的派遣員工，初踏入社會工作。通勤時毛線帽、墨鏡、大衣是基本標配。因第一次體驗到職場的喜悅，總是面帶著笑容工作。實際上，擁有一種和人四目相接即能窺見對方隱藏之內心世界的特殊能力。而藉著此種能力，也幫助了在同個職場上煩惱的職員們，占卜時會流露出和平日截然不同的面貌。但堅決地隻字不提關於自己的過去......？
- 上野誠治（45）：小澤征悦

「シンシアイベンツ」製作 D team 的正職員工。進公司第23年的調查主任。自尊心高、性格傲慢。愛使用麻煩的片假名商業用語。曾經是被寄予厚望的精英，亦擔任了管理職，但最後做不出成績，因而被降職。但現在仍對過往的成功念念不忘。
- 神田和實（25）：志田未來

「シンシアイベンツ」製作 D team 的正職員工。進公司第3年。想用心工作但對自己的選擇沒有自信，經常在緊張的狀態，提心吊膽。缺乏決斷能力，三番兩次搞出錯誤。雖與正在準備司法考試的重考生同居，但仍不對任何人傾訴，獨自承受著苦惱。
- 目黑圓（26）：間宮祥太朗

「シンシアイベンツ」製作 D team 的正職員工。進公司第2年。少爺般地養大，雖天真但有時有些自以為是。常將「夥伴」、「讓奇蹟發生」等積極的話掛在嘴邊。因父親的關係走後門進了公司，不被交付工作。
- 品川一真（23）：志尊淳

「シンシアイベンツ」製作 D team 的正職員工。進公司第1年。在上野誠治的手下工作，被其職權騷擾，而有轉職的強烈念頭。與大學時期所屬的戲劇社團夥伴，和已抓住夢想的聲優戀人等現充們相較，對自己這種沒道理的狀態感到焦慮。
- 田端友代（34）：野波麻帆（日语：野波麻帆）

「シンシアイベンツ」製作 D team 的正職員工。進公司第12年。單身。一被人開始命令做事即插嘴秒答「我知道了」、「我現在做」。從不加班。工作能幹，但總認為為何自己明明這麼認真卻沒得到回報......。
- 大崎結（45）：板谷由夏

「シンシアイベンツ」製作 D team 的正職員工，課長。生完孩子後進入公司工作。有工作能力、有責任感，不說"NO"的性格。每天煩惱著如何帶領職場上不同性格、不同能力的員工們。除此之外也面臨家庭的問題，對於沒人理解自己的辛苦而感到壓力。
- KIZUNA（51）：若村麻由美

占卜師。與各形各色的相談者見面，引導其解決問題。但真面目充滿了謎團。
- 代代木匠（48）：及川光博

「シンシアイベンツ」製作 D team 部長。被母公司派任至目前公司，想早日調回母公司。出人頭地的欲望強烈，對上司和有業務往來的人用盡心思打點，對自己沒幫助的部下則連名字都記不住。

## 幕後班底
- 劇本：遊川和彥
- 導演：遊川和彥、日暮謙（日语：日暮謙）、伊藤彰記
- 製作人：山田兼司、山川秀樹、太田雅晴、田上リサ
- 總製作：黑田徹也
- 製作播出：朝日電視台

## 播出日程
| 集數                                                         | 播出日期 | 標題 （日文原標題）                                                                        | 占卜者        | 捨棄之物        | 導演     | 收視率 |
| ------------------------------------------------------------ | -------- | ------------------------------------------------------------------------------------------ | ------------- | --------------- | -------- | ------ |
| 第1話                                                        | 1月17日  | 為工作而煩惱的人們的救世主 働くことに悩む人たちの救世主、登場!                             | 神田和實      | 手鐲 止汗劑     | 遊川和彦 | 12.1%  |
| 第2話                                                        | 1月24日  | 想被誇獎…拯救走後門社員一事無成少爺 褒められたい…失敗だらけの坊っちゃんコネ社員を救う!     | 目黒円        | 鬧鐘            | 遊川和彦 | 10.9%  |
| 第3話                                                        | 1月31日  | 辞めたい…パワハラ被害者ぶる夢なし新入社員を救う!                                           | 品川一真      | 報告書 辭職信   | 日暮謙   | 10.0%  |
| 第4話                                                        | 2月7日   | 停不下的驕傲、訓斥…拯救老職員的孤獨 自慢、説教やめられない…ベテラン社員の孤独を救う!       | 上野誠治      | 運動服 獎盃 DVD | 日暮謙   | 10.3%  |
| 第5話                                                        | 2月14日  | 感到疲勞的幸福尋找…拯救失去笑容的單身OL 幸せ探しに疲れた…笑顔なくした独身OLを救う!         | 田端友代      | 幸運物 自家鑰匙 | 伊藤彰記 | 10.3%  |
| 第6話                                                        | 2月21日  | 上司、下屬、家人、拯救夾心地獄的女性管理層 上司、部下、家族、板挟み地獄の女性管理職を救う! | 大崎結        | 內服藥 書       | 日暮謙   | 9.5%   |
| 第7話                                                        | 2月28日  | 偉くなりたい… 出世にすべてを捧げた部長の嫌われ人生を救う                                   | 代々木匠      | 記事本          | 伊藤彰記 | 10.9%  |
| 第8話                                                        | 3月7日   | ここで働かせて! 母に連れ戻されるアタルを皆が占いで救う!                                    | 的場中 キズナ | 鳥籠            | 遊川和彦 | 9.8%   |
| 最終話                                                       | 3月14日  | 最後の占い…皆さんをみます。                                                                | Dチーム全員   | 太陽眼鏡        | 遊川和彦 | 11.3%  |
| 平均收視率 10.6%（收視率由Video Research於日本關東地區統計） |          |                                                                                            |               |                 |          |        |

## 外部連結
- 朝日電視台官方網站 （页面存档备份，存于）
- 朝日電視台官方twitter （页面存档备份，存于）
- 朝日電視台官方instagram （页面存档备份，存于）

## 節目變遷
| 朝日電視台系列 朝日電視台週四晚間九點連續劇             | 朝日電視台系列 朝日電視台週四晚間九點連續劇 | 朝日電視台系列 朝日電視台週四晚間九點連續劇 |
| ------------------------------------------------------- | ------------------------------------------- | ------------------------------------------- |
|                                                         | （2019.1.17－2019.3）                       |                                             |
| LEGAL V～前律師·小鳥遊翔子～ （2018.10.11－2018.12.13） | —                                           |                                             |